# The Bootleg Series Vol. 4: Bob Dylan Live 1966, The "Royal Albert Hall" Concert
The Bootleg Series Vol. 4: Bob Dylan Live 1966, The "Royal Albert Hall" Concert är nummer fyra i Bob Dylans kritikerrosade bootlegsamlingar med tidigare helt outgivet material. Den gavs ut oktober 1998. Här framför Dylan en legendarisk konsert i Manchesters Free Trade Hall den 17 maj 1966. Uppgiften att konserten är från turnéns avslutningsspelning i Royal Albert Hall i London är felaktig och kommer från ett missförstånd innan bootlegen var officiellt släppt. För att undvika missförstånd behölls bootlegens ursprungliga titel.
Kvällen var uppdelad i två akter, en akustisk och en elektrisk med hans dåvarande band The Hawks, senare känt som The Band. Många motsträvare till hans tidigare övergång till elektriskt kom för att se på konserten och var mycket "besvikna" på Dylan, då de tyckte att han svikit folk- och protestmusiken. I andra delen möttes Bob Dylan och hans band därför av motgångar i form av burop från publiken. I slutet, innan finalnumret "Like a Rolling Stone", hörs en i publiken ropa "Judas!" varpå Dylan svarar "I don't believe you. You're a liar". Därefter vänder han sig mot bandet och ropar "Play it fucking loud!".

## Låtlista

### CD 1 (akustisk)
1. "She Belongs to Me" - 3:27
2. "4th Time Around" - 4:37
3. "Visions of Johanna" - 8:08
4. "It's All Over Now, Baby Blue" - 5:45
5. "Desolation Row" - 11:31
6. "Just Like a Woman" - 5:52
7. "Mr. Tambourine Man" - 8:52

### CD 2 (elektrisk)
1. "Tell Me, Momma" - 5:10
2. "I Don't Believe You (She Acts Like We Never Have Met)" - 6:07
3. "Baby, Let Me Follow You Down" - 3:46
4. "Just Like Tom Thumb's Blues" - 6:50
5. "Leopard-Skin Pill-Box Hat" - 4:50
6. "One Too Many Mornings" - 4:22
7. "Ballad of a Thin Man" - 7:55
8. "Like a Rolling Stone" - 8:01